# Debus (cràter)
|  | No s'ha de confondre amb Debes (cràter). |

Debus és un petit cràter d'impacte que es troba a la cara oculta de la Lluna, més enllà de l'extremitat oriental, situat a l'est-sud-est del cràter Ganskiy, i just a l'oest de l'enorme plana emmurallada del cràter Pasteur.

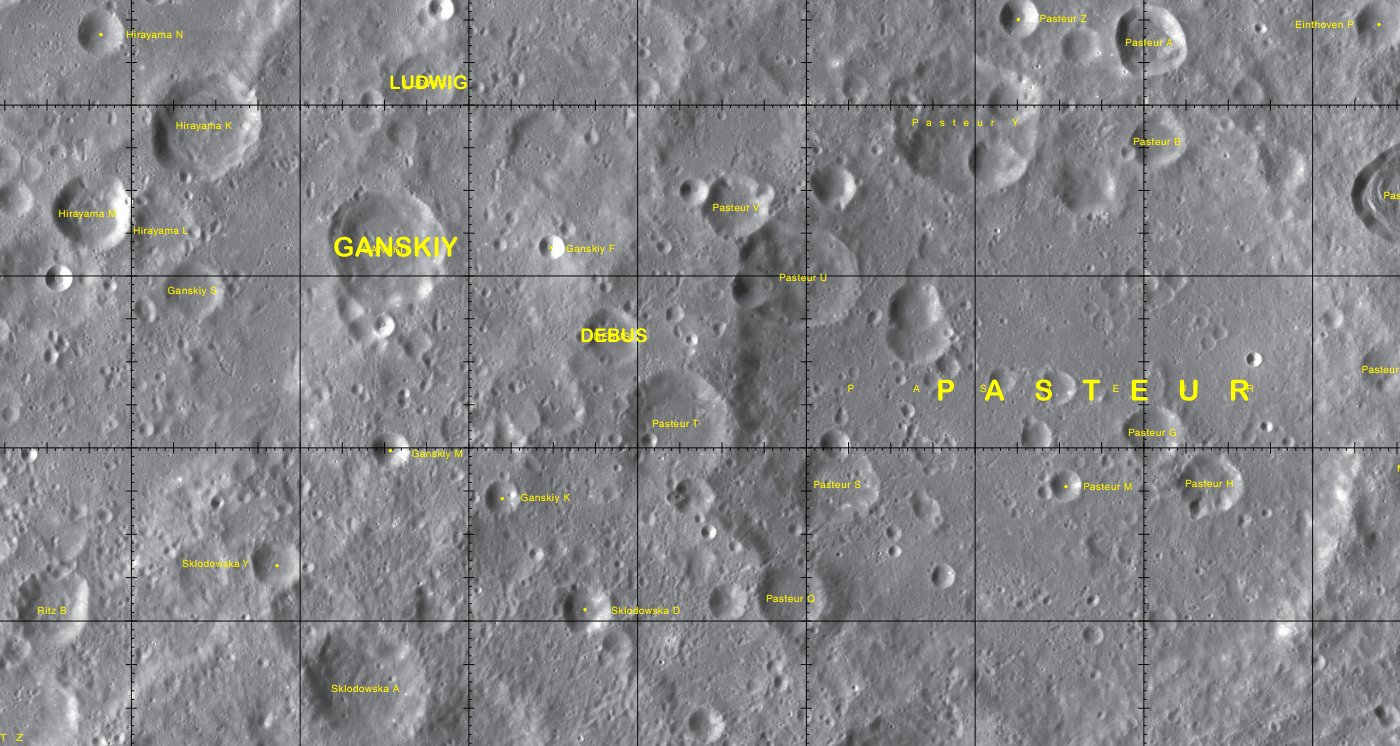
Localització de Debus (centre de la imatge)

Es tracta d'un cràter circular amb aparença de bol. La seva vora està desgastada, amb diversos cràters minúsculs localitzats al llarg de la vora. El sòl interior és relativament pla i gairebé sense trets distintius.
Aquest cràter va ser identificat prèviament com Kan H abans de ser reanomenat per la UAI en honor de qui va ser director del Centre Espacial Kennedy Kurt H. Debus.